# Theotima fallax
Theotima fallax là một loài nhện trong họ Ochyroceratidae. Loài này phân bố ở Cuba, Saint Vincent en Venezuela.